# Francis Davis Millet
Francis Davis Millet (3. listopadu 1846 – 15. dubna 1912) byl americký malíř a spisovatel, který zemřel na potápějícím se Titanicu.

## Životopis

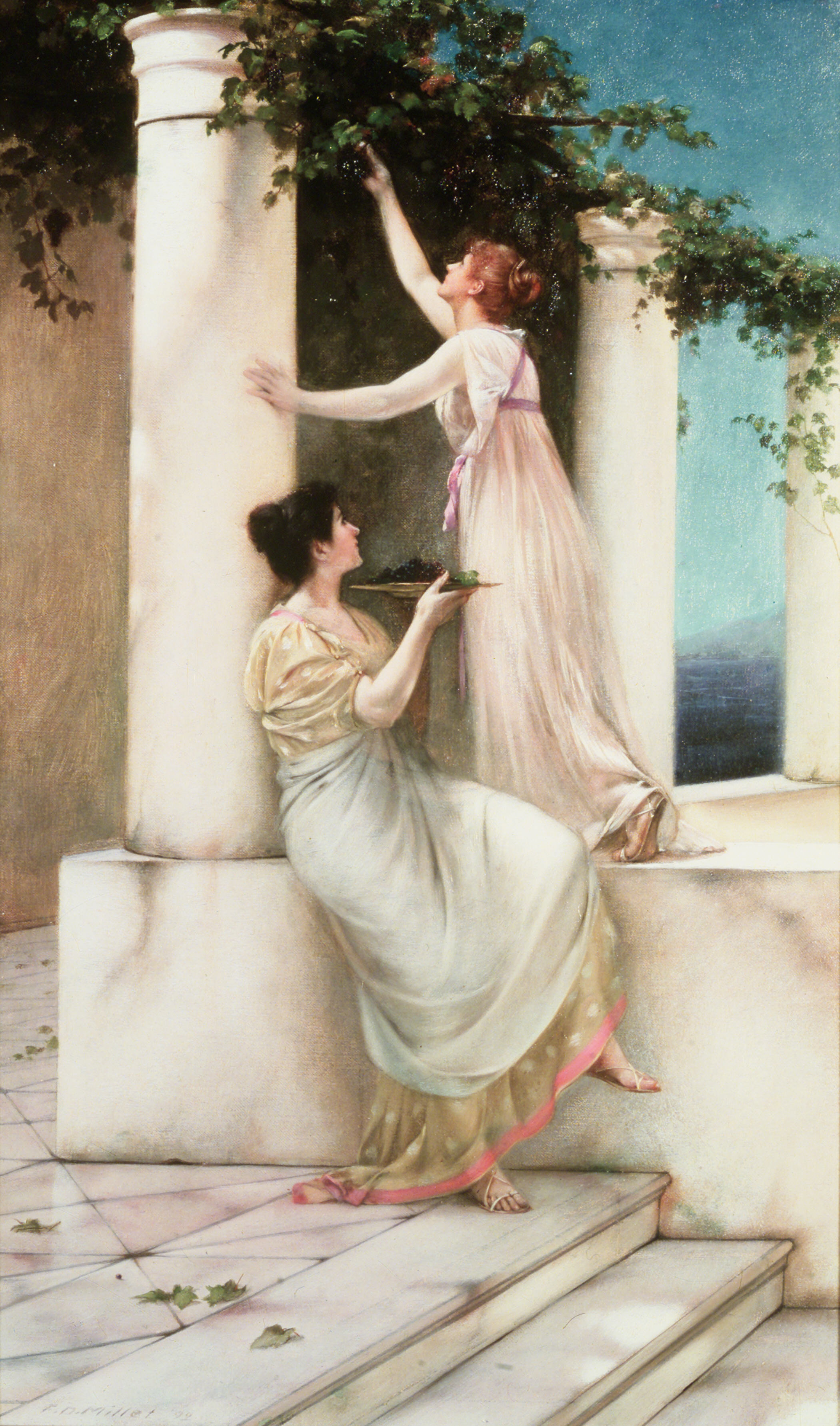
Podzimní idyla

Francis Davis Millet se narodil 3. listopadu 1846 v Mattapoisett, Massachusetts. V 16. letech, vstoupil do Massachusettského pluku, nejdříve byl jako bubenický hoch a také jako chirurgický asistent (pomáhal jeho otci, chirurgovi) v Americké občanské válce. Je absolventem Harvardu s titulem Master of Arts degree.
Pracoval jako redaktor a editor pro Boston Courier a také jako korespondent pro "Inzerent" ve Philadelphia Centennial Exposition. Millet měl studio v Římě na počátku roku 1870, kde žil s Charlesem Warrenem Stoddardem, dobrým známým, americkým cestovním novinářem. Panují zprávy, že měli romantický a intimní vztah, když spolu žili bohémským životem. Jejich romantické dopisy mohli číst v Americké knize okolo 19. století Američtí gayové.
V roce 1876 se Millet vrátil do Bostonu malovat nástěnné malby v kostele nejsvětější Trojice v Bostonu s John LaFarge. Vstoupil do Královské akademie dobrého umění v Antverpách, Belgie a v prvním roce vyhrál stříbrnou medaili (nikdy před tím nebyla dána), následována zlatou medailí v roce druhém. V rusko-turecké válce (1877–1878), účastnil se jako válečný dopisovatel newyorského Herald, londýnského Daily News a Graphic. Byl vyznamenán řádným Rusem a Římanem za jeho udatnost a pomoc raněným.
V roce 1879 se v Paříži oženil s Elizabeth Greely Merrill (1853–1932). Za svědka mu byl jeho přítel Mark Twain. Měli spolu čtyři děti.
Millet se 10. dubna 1912 nalodil v Cherbourgu na palubu RMS Titanic společně se svým přítelem Archibaldem Buttem. Za lístek do první třídy zaplatil 26 liber a 11 šilinků. Obsadil kajutu E-38. Naposledy byl spatřen jak pomáhal ženám a dětem nastoupit do záchranných člunů.
Jeho tělo bylo nalezeno lodí CS Mackay-Bennett a převezeno do Bostonu. Byl pohřben na hřbitově v East Bridgewater v Massachusetts.